# Jérémie Delsaux
Pour les articles homonymes, voir Delsaux.
Jérémie Delsaux, né à Glain en 1852 et mort en 1927, est un peintre belge.

## Œuvres

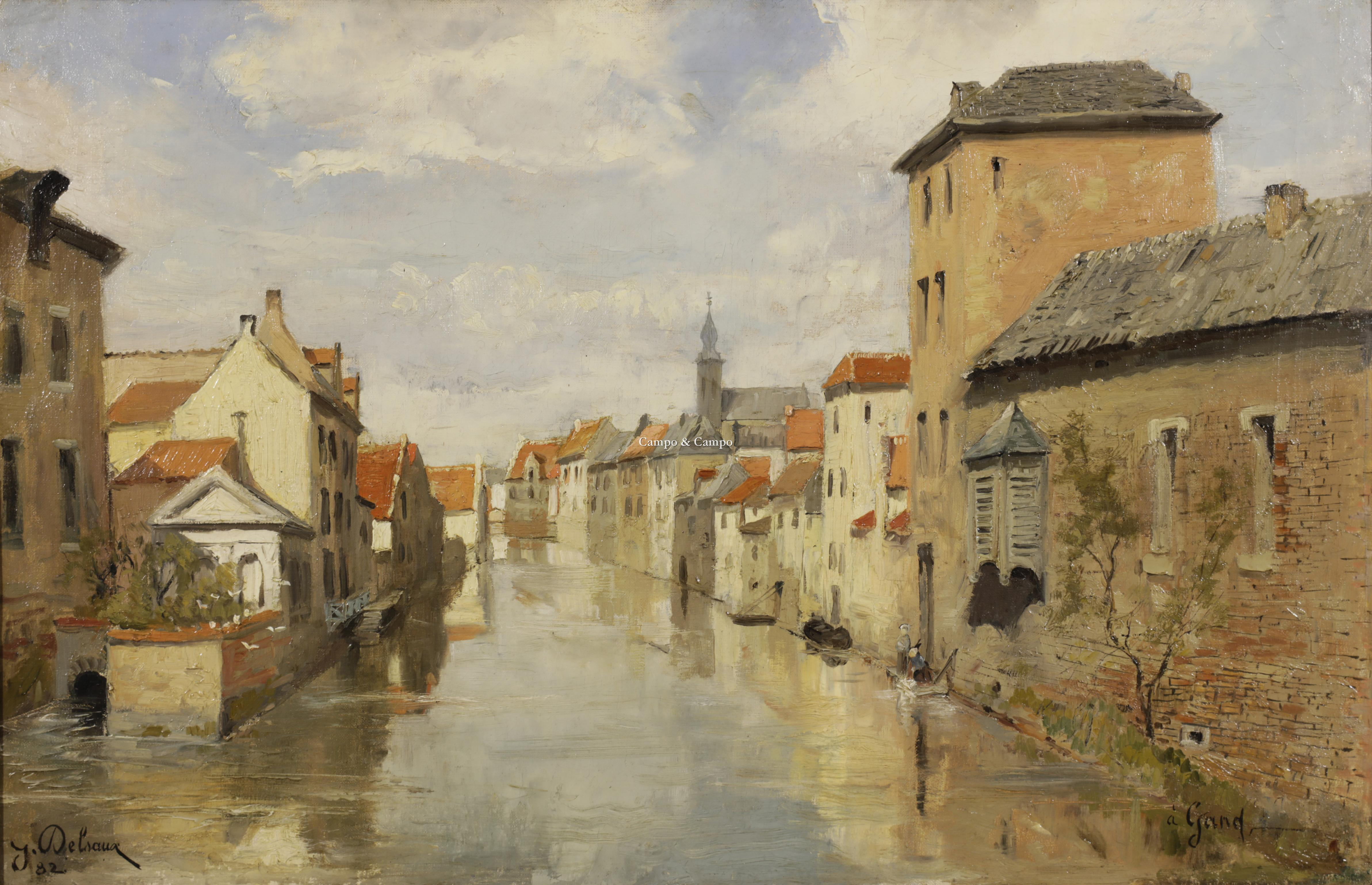
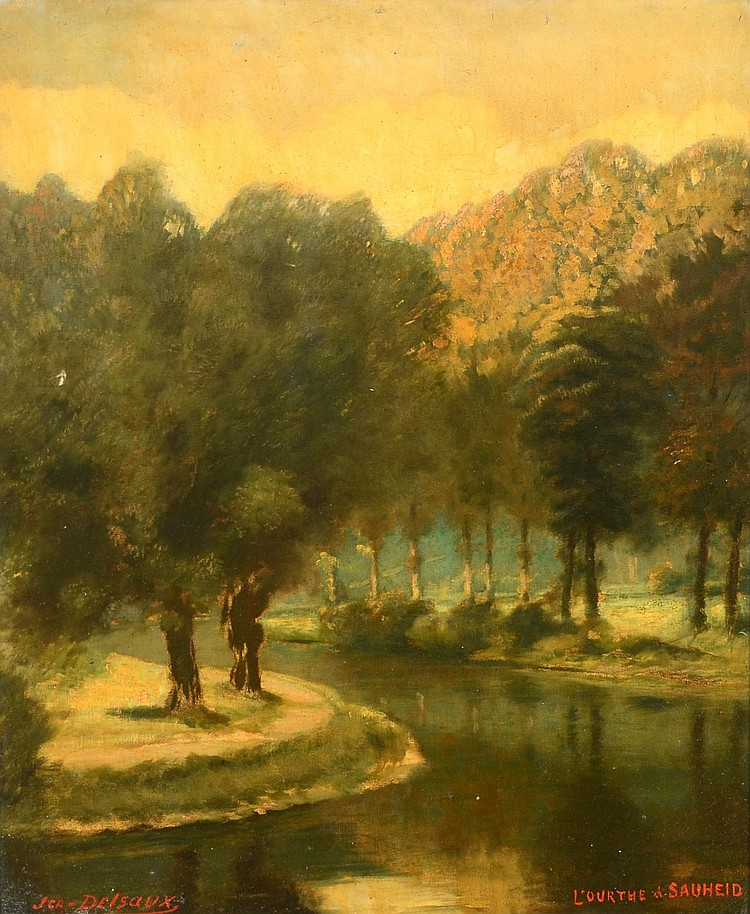
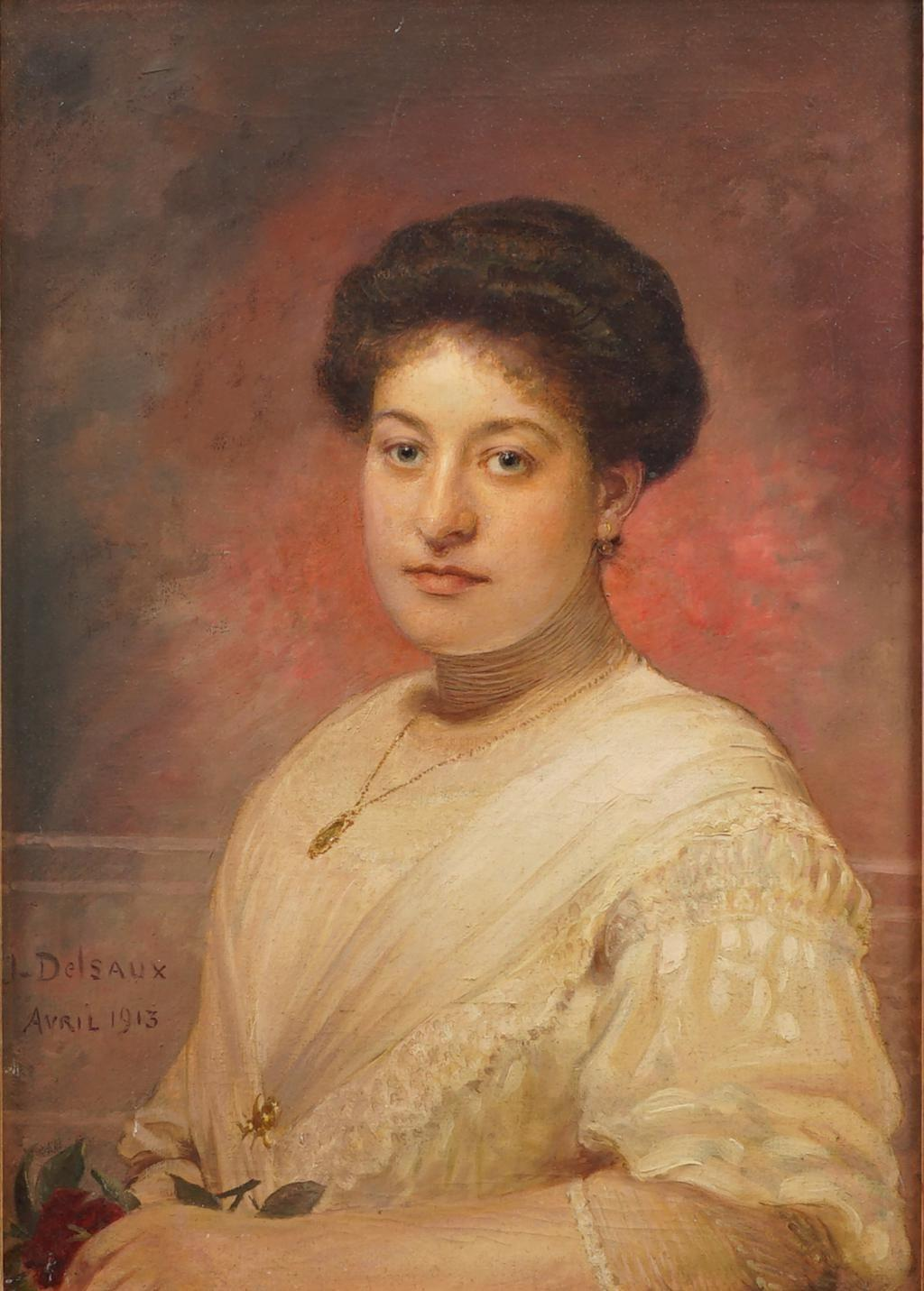
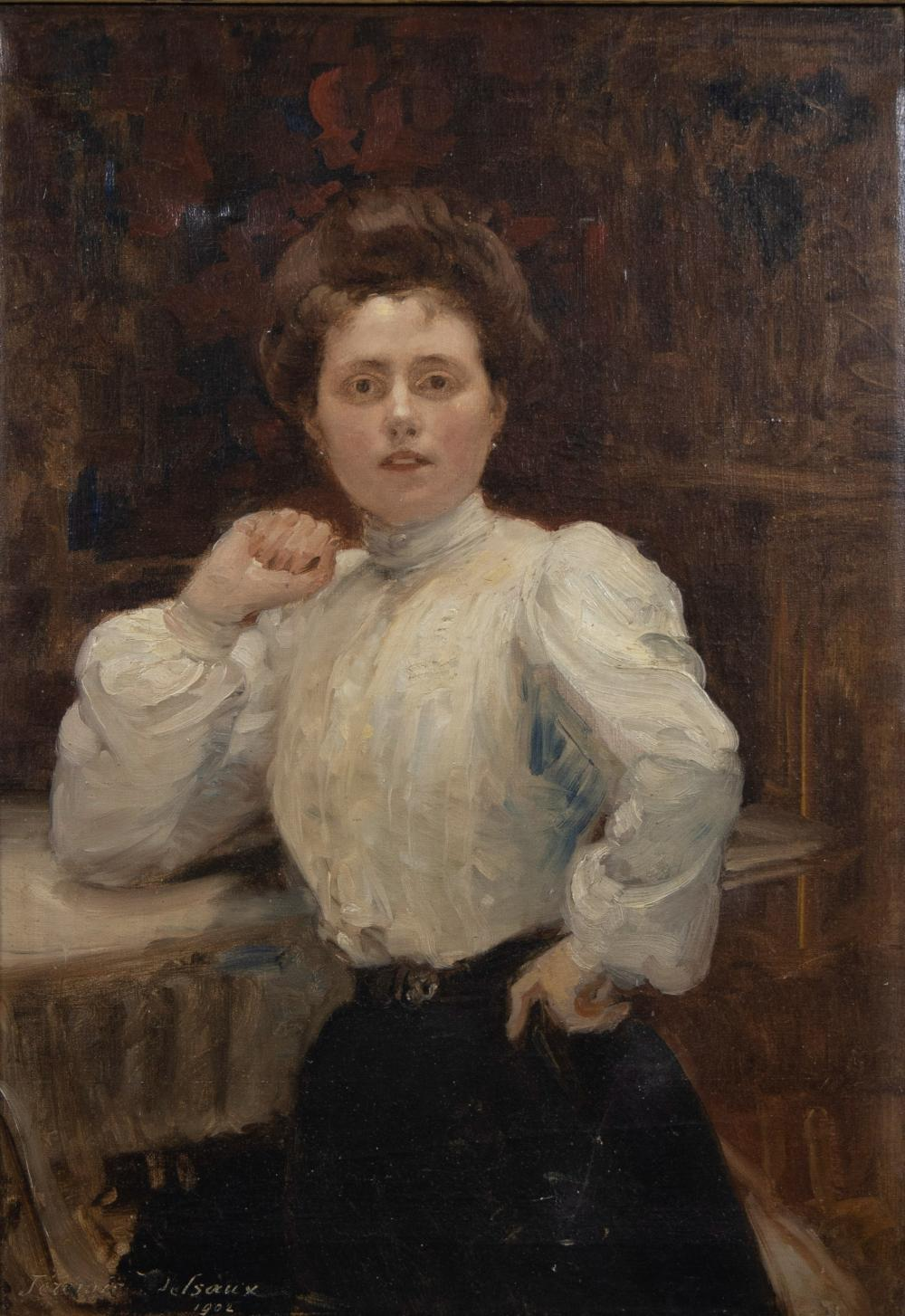